# Колеснікова Олена Вадимівна
Олена Вадимівна Колеснікова (6 січня 1973 року, Харків, УРСР, СРСР) – докторка медичних наук (2013), професорка (2019), лікарка терапевтиня, гастроентерологіня,  провідна науковиця ДУ  "Національний інститут терапії імені  Л.Т. Малої НАМН України "  . Послідовниця Харківської наукової терапевтичної школи академіка Малої Любові Трохимівни та член-кореспондента НАМН України Фадєєнко Галини Дмитрівни.

## Життєпис
У 1996 році з відзнакою закінчила Харківський державний медичний університет (ХДМУ) за спеціальністю "Лікувальна справа".  Навчалась в магістратурі на кафедрі факультетської терапії  ХДМУ  за спеціальністю "терапія", (1996 – 1998) ,  потім в аспірантурі на  цій же кафедрі (1998 – 2001).
У 2002 році під керівництвом професора Хворостінки В.М. захистила кандидатську дисертацію на тему: "Патогенетичні аспекти порушення гормонального статусу у хворих на хронічні дифузні захворювання печінки у динаміці лікування" .  У 2001 – 2006 рр. - асистент кафедри  факультетської терапії ХДМУ. У 2006 – 2013 рр. - старший науковий співробітник відділу захворювань печінки та шлунково-кишкового тракту ДУ "Національний інститут терапії імені Л.Т. Малої АМН України". У 2008 році отримала вчене звання старшого наукового співробітника,
У червні 2013 р. захистила докторську дисертацію на тему: "Неалкогольна жирова хвороба печінки та кардіоваскулярний ризик у пацієнтів з ожирінням: клініко-патогенетичні, діагностичні та прогностичні аспекти",  науковий консультант професор Бабак О.Я. З 2013 р і  дотепер  заступник директора з наукової роботи ДУ "Національний інститут терапії імені Л.Т.Малої НАМН України" . У 2019 році  отримала атестат професора. Керівник  відділу вивчення процесів старіння і профілактики метаболічно-асоційованих захворювань ДУ "Національний інститут терапії імені Л.Т.Малої НАМН України" 
Має вищу категорію за фахом "Терапія",  "Гастроентерологія», «Кардіологія» , отримала звання лікаря-спеціаліста з ендокринології.
Автор  понад 450 публікацій,  8 посібників, автор та співавтор 12 монографій, 12 патентів та 2 авторських прав . 
Під її керівництвом було захищено 3 кандидатські дисертації, науковий керівник 4 дисертаційних робіт.  
Членкиня Європейського товариства геріатричної медицини (EUGNS), Європейської асоціації профілактичної медицини, Європейської Асоціації з вивчення захворювань печінки. (EASL), European Association of Preventive Cardiology (EAPC), Європейської асоціації по вивченню атеросклерозу (EAS), Українського товариства з вивчення атеросклерозу. 
З 2015 р. - віце-президент громадської організації "Українська Асоціація профілактичної медицини". 
Заступник головного редактора "Український терапевтичний журнал" та "Сучасна гастроентерологія" , які індексуються у Scopus
Постійний член спеціалізованих вчених рад Д 26.003.08 (Національний медичний університет імені О.О. Богомольця) та Д 64.600.04 (Харківський національний медичний університет) 
У 2023 році пройшла курси з педагогіки у Харківському Національному педагогічному університеті імені Г.С.Сковороди.  Викладач освітньо-наукової програми з підготовки докторів філософії  ДУ "Національний інститут терапії імені Л.Т. Малої НАМН України". Експерт Українського фонду стартапів (Ukranian Startup Fund).
Брала участь у спільних міжнародних наукових проектах між ДУ "Національний інститут терапії імені Л.Т.Малої НАМН України" та низкою закордонних установ, а саме Гданським медичним університетом (Польща) (2019-2024 р.р), Вищою школою охорони здоров’я і соціальної роботи святої Єлизавети (Словацька Республіка) (2014-2019 рр.), медичним факультетом університету ім. Яна Коменського (Словаччина) (2014-2019 рр.) , Університетом економіки і менеджменту  (Словаччина)  (2023-2025 р.р.). 
З 2023 року за ініциативи персоналії розпочато міжнародне наукове дослідження щодо впливу стресу військового часу на розвиток і прогресування артеріальної гіпертензії та кардіоваскулярних захворювань серед українських  жінок , що зазнали переміщення під час повномасштабного вторгнення   в рамках програми досліджень та інновацій Європейського Союзу "Горизонт 2020"  та грантової угоди Марії Склодовської-Кюрі  .

## Пріоритетні напрями наукової діяльності
- ·  розробка способів ранньої діагностики та прогнозу неалкогольної жирової хвороби печінки (НАЖХП) у пацієнтів з ожирінням на основі комплексного вивчення  низки патогентетичних чинників  залежно від ступеня стеатозу печінки та серцево-судинного ризику; впровадження критеріїв індивідуального призначення ранніх профілактичних та лікувальних заходів.
- · покращення ранньої діагностики та прогнозування неінфекційних захворювань (НІЗ) (ожиріння, цукровий діабет, артеріальна гіпертензія, дисліпідемія),
- пошук ранніх кардіометаболічних предикторів високого/дуже високого кардіоваскулярного ризику (КВР) серед цієї категорії хворих
- ·створення концепції щодо впливу факторів передчасного старіння в формуванні різних фенотипів метаболічно-асоційованих захворювань, вивчення впливу епігенетичних факторів, факторів навколишнього середовища, особливостей харчування та поведінкових патернів на епігенотип людини і швидкість вікових процесів,
- пошук маркерів судинного старіння, розробка профілактичних та терапевтичних заходів для забезпечення гальмування передчасного старіння
- ·  визначення генетичної детермінованості факторів ризику передчасного старіння в механізмах розвитку метаболічно-асоційованих захворювань з практичним застосуванням наукових результатів для істотного продовження періоду здорового життя людини.

· 

## Найбільш важливі публікації
- ·       Бабак О.Я., Колесникова Е.В. Роль и место антигомотоксической терапии в лечении болезней печени. –Киев: Книга-плюс, 2008
- ·       Бабак О.Я., Колесникова Е.В. Цирроз печени и его осложнения. - К.: Здоров'я України, 2011.—576 с, 2011
- ·   Колесникова Е.В. Взаимосвязь полиморфизма гена ADIPOR1 с кардиоваскулярным риском у пациентов с неалкогольной жировой болезнью печени // Georgian Medical News. 2012. № 12. С.40-44
- ·       Фадєєнко Г.Д, Колеснiкова О.В. Ерадикацiя Helicobacter pylori: як досягти пiдвищення ефективностi терапiїi? Сучасна гастроентерологія, 2015 № 2 С.66-74
- ·       Колеснікова О. В. Науково-практична конференція "Профілактика та лікування неінфекційних захворювань на перехресті терапевтичних наук" в рамках "Школи терапевтів імені Л. Т. Малої" / О. В. Колеснікова, А. О. Несен, Н. А. Ярина, В. В. Рябуха, О. М. Колеснікова // Український терапевтичний журнал. - 2018. - № 3-4. - С. 96-98. - Режим доступу: http://nbuv.gov.ua/UJRN/UTJ_2018_3-4_16
- ·       Здобутки вітчизняної терапевтичної школи Національної академії медичних наук України [Електронний ресурс] / О. М. Біловол, Г. Д. Фадеенко, М. О. Колесник, Ю. М. Степанов, О. В. Колеснікова // Журнал Національної академії медичних наук України. - 2018. - Т. 24, № 1-2. - С. 81-95. - Режим доступу: http://nbuv.gov.ua/UJRN/jnamnu_2018_24_1-2_9
- ·        Пат. 118829 Україна, МПК G 01 N 33/50 G 01 N 33/53. Спосіб визначення кардіоваскулярного ризику у пацієнтів з субклінічним гіпотиреозом / О.В. Висоцька, та ін.. – № a 201805919 ; заявл. 29.05.2018 ; опубл. 11.03.2019, Бюл. № 5. – 10 с. : іл. / Висоцька, О. В. Колеснікова, О. В. Страшненко, Г. М. Печерська, А. І. URI https://openarchive.nure.ua/handle/document/17400
- ·       Інфекція Helicobacter pylori і кислотозалежні захворювання на тлі метаболічно-асоційованих станів: механізми розвитку і тактика ведення [Електронний ресурс] / О. В. Колеснікова // Практикуючий лікар. - 2019. - Т. 8, № 3. - С. 38-44. - Режим доступу: http://nbuv.gov.ua/UJRN/PraktLik_2019_8_3_12
- ·       Метаболічноасоційовані захворювання і роль епігенетики та епігенетичного віку в їх профілактиці [Електронний ресурс] / О. В. Колеснікова, О. Є. Запровальна, А. В. Потапенко // Український терапевтичний журнал. - 2020. - № 3. - С. 52-60. - Режим доступу: http://nbuv.gov.ua/UJRN/UTJ_2020_3_9
- ·       Епігенетичний вік та роль чинників метаболічно-асоційованих захворювань у прискоренні темпу старіння [Електронний ресурс] / О. В. Колеснікова, О. Є. Запровальна, А. В. Потапенко, Т. М. Бондар, А. О. Радченко // Український терапевтичний журнал. - 2022. - № 1-2. - С. 9-15. - Режим доступу: http://nbuv.gov.ua/UJRN/UTJ_2022_1-2_4
- ·       Вплив стресових чинників воєнного часу на метаболічний статус цивільного населення [Електронний ресурс] / О. В. Колеснікова, О. Є. Запровальна, Н. Ю. Ємельянова, А. О. Радченко, В. Ю. Гальчинська // Український терапевтичний журнал. - 2023. - № 3. - С. 37-43. - Режим доступу: http://nbuv.gov.ua/UJRN/UTJ_2023_3_7
- SIRT1 (RS7069102) AND SOD2 (RS4880) GENETIC VARIANTS AS A MODIFIER OF CARDIOMETABOLIC PROFILE IN PATIENTS WITH ARTERIAL HYPERTENSION AND SUBCLINICAL HYPOTHYROIDISM. Radchenko, A.O. Kolesnikova, O.V. EuroMediterranean Biomedical Journal , 2022, 17(40), Р. 186–191
- ·        Romero-Gómez, M., Lawitz, E., Shankar, R.R., ... Sanchez, W.E., Vierling, J.M. A phase II a active-comparator-controlled study to evaluate the efficacy and safety of efinopegdutide in patients with non-alcoholic fatty liver disease. Journal of Hepatology, 2023, 79(4), Р.888–897
- ·        Kolesnikova, O., Zaprovalna, O., Radchenko, A., Bondar, T. Association of SIRT1 with metabolic parameters and aging rate Biomedical Research and Therapy, 2023, 10(3), Р.5575–5583
- ·        Kolesnikova, O., Zaprovalna, O., Bondar, T., Potapenko, A Influence of obesity on biological age in patients with arterial hypertension. Arterial Hypertension (Poland), 2023, 27(2), Р.88–98
- ·        Зв’язок антиоксидантного захисту з календарним та біологічним віком у пацієнтів з артеріальною гіпертензією [Електронний ресурс] / А. Радченко, О. Колеснікова // Medical science of Ukraine. - 2021. - Vol. 17, № 2. - С. 53-58. – Режим доступу: http://nbuv.gov.ua/UJRN/nvnmu_2021_17_2_10
- ·        Radchenko A,  Kolesnikova O. THU-303 Elevated SIRT1 levels in arterial hypertension patients with a heightened risk of non-alcoholic fatty liver disease. Journal of Hepatology 2024 80, S598-S599
- ·        Kolesnicova O.  Cardiometabolic indicators as predictors of early vascular aging in Patients With Non-alcoholic Fatty Liver Disease And Subclinical Hypothyroidis Publisher ‏ LAP LAMBERT Academic Publishing (April 22, 2020)‎ 80 pages ISBN-10 ‏ : ‎ 6202528729
- ·        Aging as a Medical and Social Problem: Attitude to Aging in Different Socio-Demographic Groups  LAP LAMBERT Academic Publishing (20 may 2022) ISBN-10  6204954709

## Нагороди
- ·       Премія  Dr. Bares Award [6] Національного комітету спеціалістів з гастроентерології та гепатології за кращу роботу  (2013 )
- ·    Почесна грамота Північно-Східного наукового Центру НАН України і МОН України   (2017 ),  Почесні грамоти Президії Національної академії медичних наук України (2015,2017, 2023 )
- ·        Медаль "Знак пошани" імені Преподобного Агапіта Печерського НАМН України (2018 )
- ·      Диплом стипендіата в галузі науки імені Любові Трохимівни Малої Харківської обласної державної адміністрації (2020 )
- ·      Орден преподобного Агапіта Печерського (№371) , Національна академія медичних наук України (2023 ).